# Яворский, Михаил Михайлович
Михаил Михайлович Яворский (род. 10 декабря 1996 года, Новоселица, Украина) — украинский легкоатлет, выступающий в бег на 400 метров. Участник чемпионата мира. Бронзовый и призёр чемпионата Европы 2015-16 года. Семикратный чемпион Украины (2013—2017). Четырёхкратный чемпион Украины в помещении (2013, 2015, 2016).